# Plinia dorsalis
Plinia dorsalis är en insektsart som beskrevs av Schmidt 1919. Plinia dorsalis ingår i släktet Plinia och familjen spottstritar. Inga underarter finns listade i Catalogue of Life.